# Miami Classic
Il Miami Classic è stato un torneo femminile di tennis che si disputava a Miami negli USA su campi in terra rossa.

## Albo d'oro

### Singolare
| Anno | Campionessa        | Finalista   | Punteggio |
| ---- | ------------------ | ----------- | --------- |
| 1984 | Laura Gildemeister | Petra Huber | 6–3, 6–2  |

### Doppio
| Anno | Campionesse                  | Finalista                    | Punteggio     |
| ---- | ---------------------------- | ---------------------------- | ------------- |
| 1984 | Pat Medrado / Yvonne Vermaak | Kate Latham / Janet Newberry | 5–7, 6–3, 6–3 |